# Porasilus garciai
Porasilus garciai là một loài ruồi trong họ Asilidae. Porasilus garciai được Lamas miêu tả năm 1971. Loài này phân bố ở vùng Tân nhiệt đới.